# Søldarfjørður

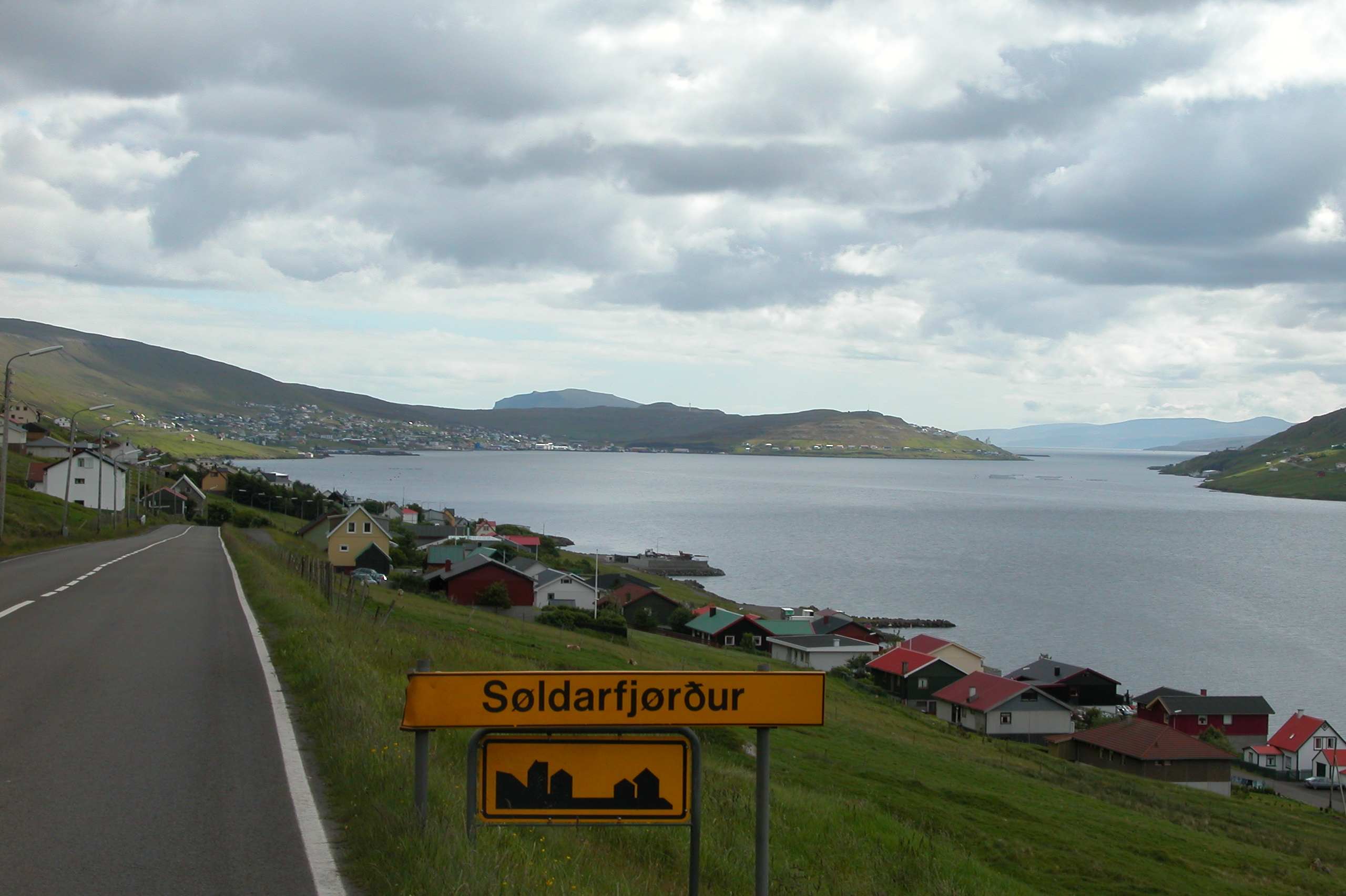

Søldarfjørður este un oraș din Insulele Faroe.